# Slag bij Ninive (627 na Chr.)
De Slag bij Ninive werd uitgevochten in het jaar 627 tussen het Byzantijnse en de Sassaniden. Hoewel de slag gewonnen werd door de Byzantijnen, slaagden deze er niet in deze grote zege uit te buiten en in de daarop volgende jaren zouden de Arabieren vele veroveringen realiseren.
Aan het begin van de 7e eeuw stond het Byzantijnse rijk er slecht voor; De Perzen, onder koning Khusro II, hadden Egypte, Syrië, Armenië en Anatolië veroverd en lagen voor Constantinopel.

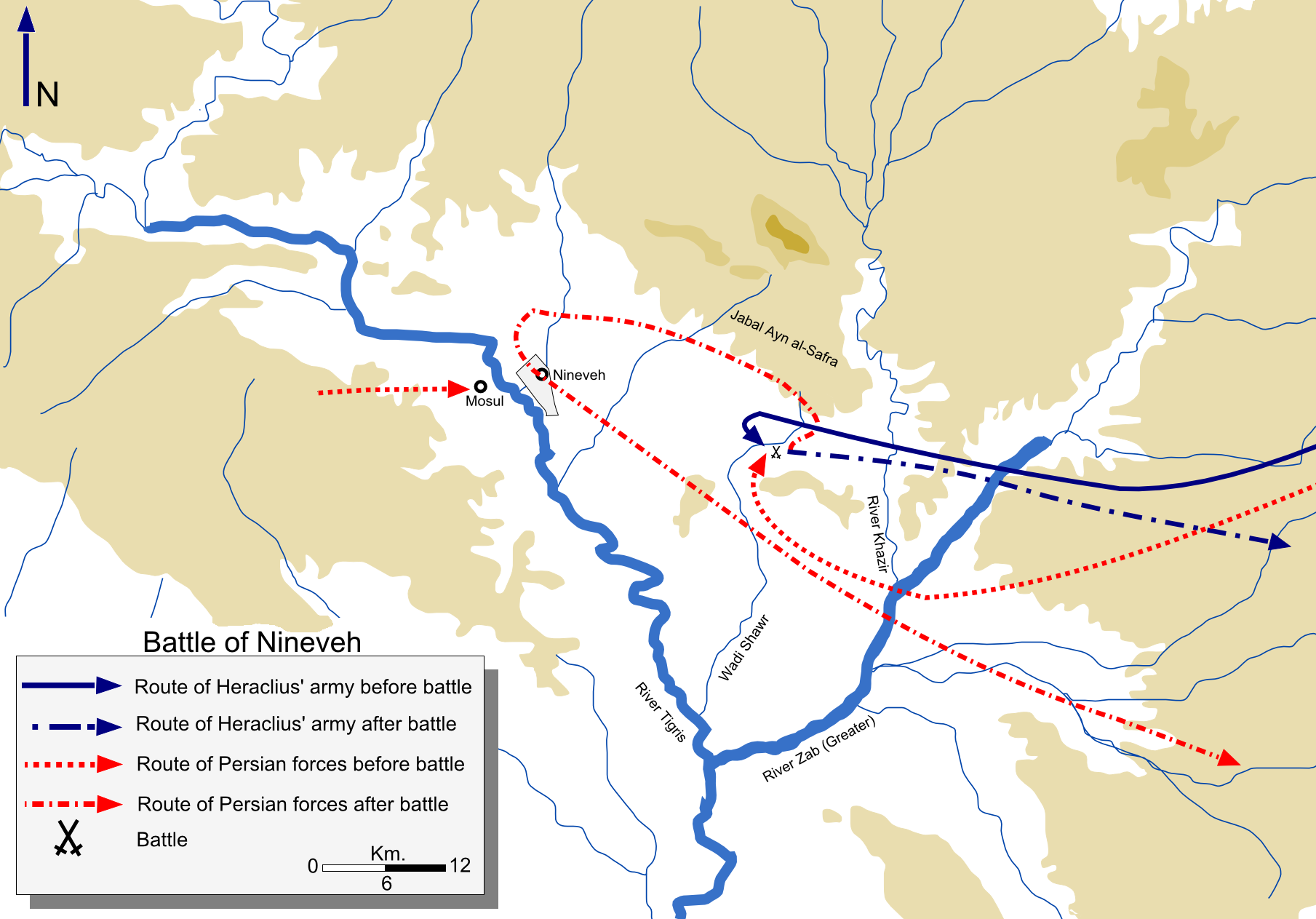
Troepenbewegingen voor en na de slag.

In 622 besloot de Byzantijnse keizer Herakleios dat het tijd was voor een tegenoffensief. Na jaren van speldeprikken heen en weer hadden ze een ervaren en goed getraind leger gevormd. In het voorjaar van 627 trok hij Mesopotamië binnen en in december ontmoette hij een Perzisch leger, onder leiding van Razates, op een vlakte bij de ruïnes van de oude stad Ninive.
De slag begon vroeg in de ochtend en duurde de ganse dag. Met een geveinsde terugtocht wist Herakleios de Perzen de vlakte op te lokken en ze daar, totaal verrast door de plotse omwenteling, te verslaan. Razates viel door de hand van Herakleios, die hem persoonlijk onthoofdde. De resten van het Perzische leger vluchtten naar alle kanten. De achtervolging ging tot aan de hoofdstad Ctesiphon, waar Khusro II werd afgezet en vermoord en zijn opvolger Kavad II vroeg om vrede. Deze werd ten slotte getekend, waarbij Perzië alle veroverde gebieden tot aan de Eufraat moest teruggeven aan de Byzantijnen.

## Gevolgen
Door de jarenlange oorlogen en ten slotte deze ernstige nederlaag was het Perzische rijk verzwakt en plaatselijke gouverneurs kwamen in opstand tegen het centrale gezag. Kavad II werd binnen een jaar vermoord en een reeks troonpretendenten vochten om de troon waardoor het rijk nog verder verzwakte. Maar voordat de Byzantijnen hiervan gebruik konden maken om de Perzen definitief te verslaan mengde zich een nieuwe macht in de strijd: de legers van de tot de nieuwe godsdienst islam bekeerde Arabieren van het Arabisch schiereiland. De Byzantijnen werden verdreven uit het Midden-Oosten waarbij de Arabieren van hen Syrië, Palestina, Egypte en andere Byzantijnse gebieden overnamen. Pas voor de poorten van Constantinopel konden de Arabieren worden gestopt.
Het Sassanidische Rijk verging het echter nog slechter: het werd uiteindelijk helemaal door de Arabieren verslagen, hield op te bestaan en werd vervangen door het Arabische Rijk.